# 天良町
天良町（てんらちょう）は、群馬県太田市にある地名（町丁）。郵便番号は373-0051。

## 概要
強戸地区にある町丁。

## 地理

### 天良町内の区
天良町（強戸地区）の行政区の一覧。
| 地区     | 行政区 | 読み         | 区域                   |
| -------- | ------ | ------------ | ---------------------- |
| 強戸地区 | 天良町 | てんらちょう | 天良町、成塚町の各一部 |

### 近隣町丁
- 西長岡町
- 新田天良町
- 新田小金井町
- 寺井町
- 石橋町
- 成塚町
- 菅塩町

## 世帯数と人口
2022年（令和4年）3月31日現在の世帯数と人口は以下の通りである。
| 町丁   | 世帯数  | 人口  |
| ------ | ------- | ----- |
| 天良町 | 260世帯 | 641人 |

## 小・中学校の学区
市立小・中学校に通う場合、学区は以下の通りとなる。
| 番地           | 小学校             | 中学校             |
| -------------- | ------------------ | ------------------ |
| 天良町（全域） | 太田市立強戸小学校 | 太田市立強戸中学校 |

## 交通

### 鉄道
町内に鉄道は通っていない。

## 施設
- 太田市立強戸小学校
- 太田市立強戸中学校